# چم صیدی علیا
چَم صیدی علیا روستایی است کوهستانی در شهرستان بروجرد در استان لرستان. این روستا در دهستان همت‌آباد از توابع بخش مرکزی این شهرستان قرار دارد ساکنین این روستا تمامیت از ایل بیرانوند و طایفه سبزعلی میباشند.و آب و هوای آن سرد و کوهستانی است. روستای چم صیدی بالا در کوهپایه‌های مشرف به تنگه‌ای که از آن رودخانه‌ای عبور می‌کند قرار گرفته‌است.

## مردمشناسی
اهالی روستای از ایل بزرگ بیرانوند و طایفه سبزعلی هستند ،چم صیدی بالا بیشتر گویش لری دارند و دامپروری شغل اصلی آنان است.

## جمعیت
بنابر سرشماری مرکز آمار ایران، جمعیت چم صیدی بالا در سال ۱۳۸۵، برابر با ۷۱ نفر بوده‌است که از این میان ۴۳ نفر مرد و بقیه زن بوده‌اند. ۷۵٪ ساکنان چم صیدی بالا باسوادند. این روستا ۱۲ خانوار دارد.